# Heinz Gerstinger

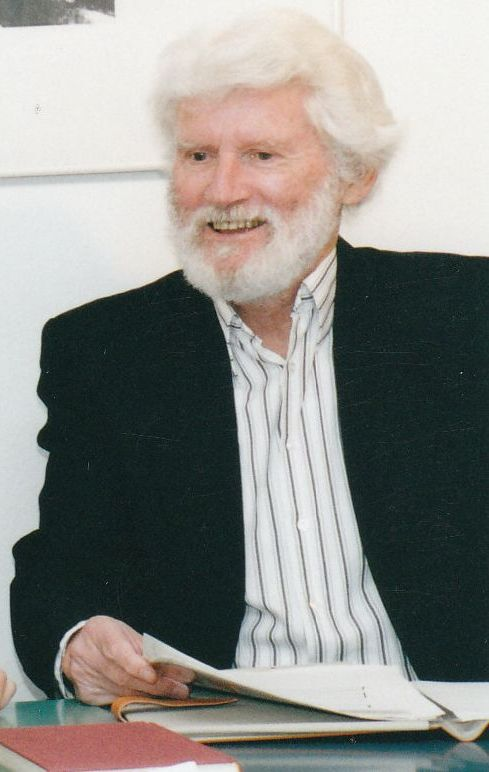
Heinz Gerstinger bei einer Lesung (1998)

Heinz Ernst Gerstinger (* 13. Oktober 1919 in Wien; † 28. April 2016 ebenda) war ein österreichischer Dramaturg, Regisseur und Schriftsteller.

## Leben
Heinz Gerstinger wurde am 13. Oktober 1919 als Sohn von Hans Gerstinger (* 23. Dezember 1885 in Großhaslau; † 2. Juli 1971 in Graz), Hochschullehrer und Vorstand der Handschriften- und Papyrussammlung der Nationalbibliothek Wien, und dessen Ehefrau Paula (geborene Soeding; * 29. Dezember 1888 in Wien; † unbekannt) in Wien geboren und am 7. November 1919 auf den Namen Heinz Ernst getauft. Vier Jahre zuvor war seine Schwester Ilse Johanna (* 12. Februar 1915 in Wien; † 5. März 1989 in Graz) zur Welt gekommen. Seine Eltern hatten am 26. Oktober 1912 geheiratet.
Nach abgeschlossener Schulausbildung studierte an der Universität Wien Germanistik, Geschichte und Theaterwissenschaft und wurde 1947 zum Doktor der Philosophie promoviert.
Gerstinger war ab 1946 Mitglied und ab 1948 Leiter des Grazer Hochschulstudios und ständiger freier Mitarbeiter der Sendergruppe Alpenland.
- 1948 bis 1953 Assistent am germanistischen Institut der Universität Graz
- 1953 bis 1963 Chefdramaturg und stellvertretender Schauspieldirektor an den Vereinigten Bühnen in Graz
- 1963 bis 1967 Chefdramaturg an den Städtischen Bühnen in Augsburg
- 1972 bis 1983 Dramaturg am Burgtheater in Wien und Lehrbeauftragter für Dramaturgie der Universität Wien
- 1972 bis 1983 Chefdramaturg am Wiener Volkstheater

Gerstinger hat viele Beiträge in Zeitschriften und Zeitungen veröffentlicht. Wie auch Mitarbeit im ORF und zahlreiche Lesungen und Vorträge. 1978 wurde er Ehrenprofessor.
Heinz Gerstinger war katholisch, heiratete 28. Dezember 1963 in zweiter Ehe Erika Santner (* 21. September 1937) und hatte zwei Töchter (Linde und Claudia). Er wurde am 27. Mai 2016 in der Pfarrkirche Stammersdorf eingesegnet und am Friedhof Stammersdorf-Ort (Teil N, Reihe 10, Nummer 47) beerdigt.

## Mitgliedschaften
- Vorstandsmitglied der Dramaturgischen Gesellschaft Berlin
- Mitglied des P.E.N.
- Vizepräsident des Österreichischen Schriftstellerverbandes

## Filmografie
- als Schauspieler: bei Bernhard Wicki (Regie): Das falsche Gewicht nach Joseph Roth[5]

## Publikationen
- Calderón. Calderon de la Barca (1600–1681). Friedrich, Velber-Hannover 1967.
- Spanische Komödie – Lope de Vega und seine Zeitgenossen. Friedrich, Velber-Hannover 1968.
- Theater und Religion. 1970.
- Theater und Religion heute. 1972.
- Der Dramatiker Anton Wildgans. 1981.
- Österreich, holdes Märchen und böser Traum – August Strindbergs Ehe mit Frida Uhl. Herold. Wien 1981.
- Der Dramatiker Hans Krendlesberger. Wagner. Innsbruck 1981.
- Wien von gestern – ein literarischer Streifzug durch die Kaiserstadt. Edition Wien, Wien 1991, ISBN 3-85058-073-3.
- Frau Venus reitet... – Die phantastische Geschichte des Ulrich von Liechtenstein. Verlag Mlakar, Judenburg 1995, ISBN 978-3-900289-34-8.
- Ausflugsziel Burgen – 30 Burgen rund um Wien. Pichler, Wien 1998, ISBN 3-85431-158-3.
- Altwiener literarische Salons – Wiener Salonkultur vom Rokoko bis zur Neoromantik (1777–1907). Akademische Verlagsanstalt, Salzburg 2002, ISBN 3-9501445-1-X.
- Der heilige Dämon – Gregor VII. Faksimile Verlag, Graz/Salzburg, ISBN 3-9502040-0-8.
- Also spielen wir Theater. Eine dramaturgische Biographie. Autobiografie und Theater 1945 bis 1984, Faksimile Verlag Graz/Salzburg 2010, ISBN 978-3-9502040-1-8; (2. Auflage. Selbstverlag, 2010, ISBN 978-3-200-02092-5).[6]